# Mellringe sjukhus

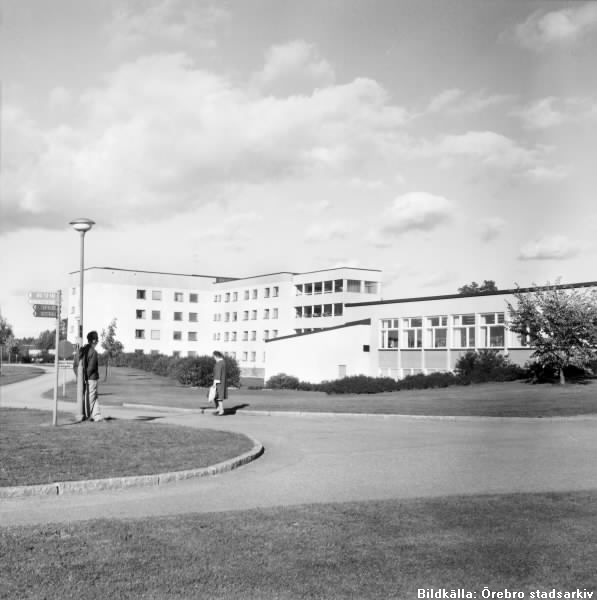
Del av Mellringe sjukhus år 1965. Terapihuset i förgrunden, och en av vårdpaviljongerna, som vardera innehöll fyra vårdavdelningar, i bakgrunden. Numera har Mellringeskolan sin musiksal i den byggnaden.

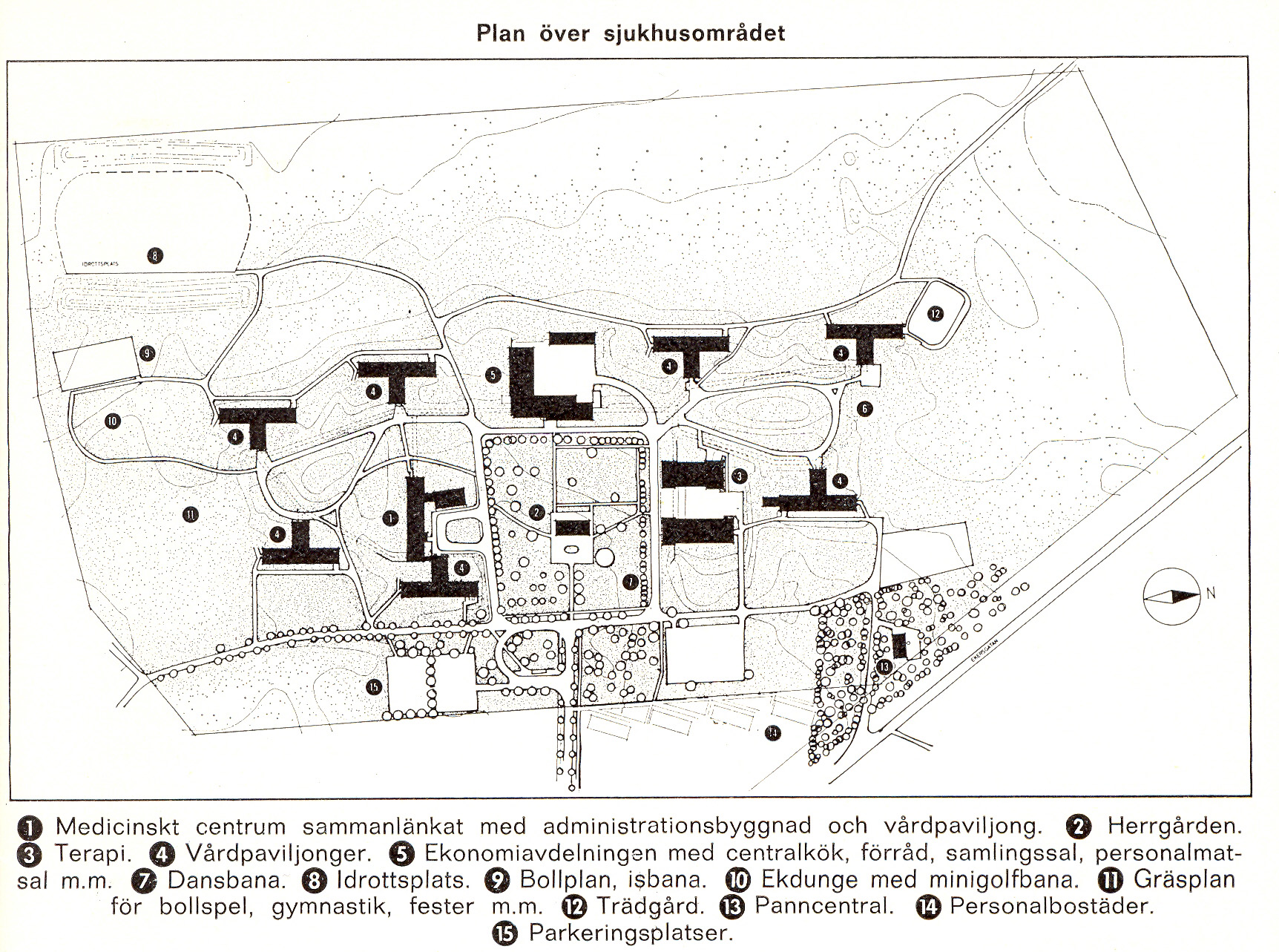
Mellringe sjukhus: Plan över sjukhusområdet.

Mellringe sjukhus eller Mellringeklinikerna var ett mentalsjukhus beläget i Mellringe som inrättades genom beslut 1956. Mellringe och Bollnäs var de två sista statliga mentalsjukhusen som anlades i Sverige, och Mellringe sjukhus framstod länge som en förebild av modernitet. Redan från början drev Örebro läns landsting sjukhuset på entreprenad från staten, och landstinget tog formellt över verksamheten den 1 januari 1967. Samtidigt blev sjukhuset en del av det dåvarande Regionsjukhuset, under namnet Mellringeklinikerna.

## Historia
År 1952 upptog Örebro läns landsting förhandlingar med staten om den framtida organisationen av mentalsjukvården. Länet var vid den tiden uppdelat på tre olika mentalsjukhus upptagningsområde. Staten beslutade därför att uppta ett nytt mentalsjukhus med Örebro län som upptagningsområde. Mark uppköptes av Örebro stad vid Mellringe, 4 km nordväst om stadens centrum.
Byggnadsarbeten påbörjades 1958, och sjukhuset kom att bestå av 14 byggnader omfattande 28 954 m². Arkitekt var Nils G. Brink. Invigningen hölls den 24 oktober 1963 i närvaro av 130 av riksdagens ledamöter, däribland statsminister Tage Erlander och inrikesminister Rune Johansson.

## 1960-tal
Sjukhuset hade vid starten 717 vårdplatser, vilket ansågs vara en underdimensionering, då 900 länspatienter vid denna tid (1963) vårdades vid statliga mentalsjukhus. Sjukhuset hade 24 vårdavdelningar med 30 patienter i vardera, utom en avdelning som hade 27 vårdplatser. Det fanns inte någon fast paviljong på sjukhuset, varför mycket vårdkrävande patienter fick vårdas vid andra mentalsjukhus. Sjukhuset hade 18 läkartjänster, därav 6 överläkare (varav en för hjälpverksamhet och kontrollerad familjevård och en för internmedicin), 3 biträdande överläkare och 9 underläkare. Styresman under åren 1963-1973 var överläkare Bengt Lundqvist (1918-2007).
Sjukhuset var uppdelat på 5 kliniker, varav en med somatiska vårduppgifter underställd internöverläkaren.
Förutom vårdpaviljonger fanns tre s.k. centrumbyggnader - medicinskt centrum, kök- och matsalsbyggnad, samt terapibyggnaden. Vårdavdelningarna var differentierade på olika inriktning:
- Intensivvårdsavdelningar, där det "oroliga klientelet" vårdades.
- Intermediära vårdavdelningar, avsedda för fortsatt och "slutlig" behandling av patienter som avförts från intensivvårdsavdelning.
- Rehabiliteringsavdelningar avsedda för patienter som har ett målinriktat rehabiliteringsprogram.
- Geriatriska vårdavdelningar avsedda för äldre patienter, både de som nyligen insjuknat, och de med behov av längre tids vård.
- Somatisk vård. Här vårdades patienter med psykisk sjukdom som insjuknat med somatisk åkomma.

Rehabiliteringsmöjligheter var väl tillgodosedda genom en stor arbetsterapi- och sjukgymnastavdelning, samt den så kallade Mellringeverkstaden som erbjöd arbetsprövning och arbetslivsrehabilitering. Socioterapin bedrev studiearbete, underhållning och utflykter. Denna verksamhet var förlagd till den gamla Mellringe herrgård.
När NP-blocket vid det dåvarande Regionsjukhuset stod klart år 1968, inreddes två akutpsykiatriska vårdavdelningar där. Allt mindre akutpsykiatri förlades därefter till Mellringeklinikerna.

## 1980-tal
Med introduktion av mer öppna vårdformer, minskade efter hand andelen psykiatriska vårdavdelningar vid Mellringeklinikerna. Andra kliniker än psykiatriska kom att prägla sjukhuset Alla vårdavdelningar var organisatoriskt underordnade olika kliniker vid Regionsjukhuset, även de psykiatriska. Fördelningen av olika vårdavdelningar i början av 1980-talet såg ut enligt följande:
- Avd. 101 - Invärtesmedicin med inriktning mot endokrina sjukdomar inkl. diabetes (Medicinkliniken)
- Avd. 102 - Invärtesmedicinsk eftervård inklusive diabetesdagvård (Medicinkliniken)
- Avd. 103-104 - Psykiatrisk långvård
- Avd. 105-106 - Kirurgisk och ortopedisk eftervård (Kirurg- och ortopedkliniken)
- Avd. 107 - Psykiatrisk intermediärvård
- Avd. 108 - Psykiatrisk vårdavdelning för särskilt vårdkrävande patienter
- Avd. 109 - Psykiatrisk intermediärvård
- Avd. 110 - Psykiatrisk rehabilitering
- Avd. 111 - Psykiatrisk långvård
- Avd. 112-113 - Psykiatrisk intermediärvård
- Avd. 114 - Psykiatrisk akutvård (Två andra psykiatriska akutvårdsavdelningar fanns inom Regionsjukhusets centraldel.)
- Avd. 115-118 Psykogeriatrik (underställd Långvårdsmedicinska kliniken)
- Avd. 119 - Tillnyktringsenhet
- Avd. 120 - Alkohol- och missbruksvård
- Avd. 121-124 - Somatisk långtidsvård (underställd Långvårdsmedicinska kliniken)

## 1990-tal
Samtliga mentalsjukhus lades ner genom psykiatrireformen 1995, men långt dessförinnan hade psykiatrin förändrats i grunden, och långtidsboende inom psykiatrin hade i stort sett avskaffats. Redan 1992 hade Örebro kommun genom ädelreformen tagit över en del av demens- och långvårdsverksamheten. De gamla sjukhuslokalerna i Mellringe användes bland annat till demensvård och skola.

## 2000-tal: Rättspsykiatri
Rättspsykiatri är idag den enda psykiatriska verksamhet som finns kvar på det gamla mentalsjukhusområdet Mellringe. Rättspsykiatrin har ett länsövergripande uppdrag när det gäller personer som behöver vård enligt Lagen om rättspsykiatrisk vård (LRV). Intagna på kriminalvårdsanstalt och häktade som är i behov av vård enligt LRV, vårdas också de inom rättspsykiatrin. I uppdraget ingår också att vara en resurs för övriga kliniker i de fall patienter är så vårdkrävande att de inte kan omhändertas på vanliga vårdavdelningar. Kliniken har vårdplatser med olika grad av säkerhet.

## Relaterade verksamheter
- Garphytte sjukhus som sedan 1956 var ett sekundärsjukhus för sinnessjuka, senare ett sjukhem för lättskötta mentalsjuka. År 1966-1967 blev det ett annexsjukhus till Mellringeklinikerna, men uppgick sedan i sjukhemsorganisationen.
- Hålahults sanatorium, senare sjukhem, var i många år ett vårdhem för lättskötta psykiskt sjuka.
- Lasarettspsykiatriska kliniken i Adolfsberg som fanns från 1954, och sannolikt fram till 1966.
- Psykiatriska kliniken på Älvtomtagatan som fanns från 1955, troligen fram till 1968.
- Västra Marks sjukhus som var ett mentalsjukhus för psykiskt efterblivna.
- Regionsjukhuset, där det fr.o.m. 1968 fanns två akutpsykiatriska vårdavdelningar och även en mottagning.

### Webbkällor
- Rättspsykiatri Örebro läns landsting